# Distretto di Carhuaz
Il distretto di Carhuaz è un distretto del Perù nella provincia di Carhuaz (regione di Ancash) con 13.836 abitanti al censimento 2007 dei quali 7.241 urbani e 6.595 rurali.
È stato istituito fin dall'indipendenza del Perù.